# Ricardo Frederico Rodrigues Antunes
Ricardo Frederico Rodrigues Antunes (* 1. Januar 1974 in Rio de Janeiro), auch bekannt als Cadu, ist ein ehemaliger brasilianischer Fußballspieler.

## Karriere
Cadu begann seine Karriere 1994 beim Erstligisten Fluminense FC. Am Ende der Série A 1997 stieg der Verein in die zweiten Liga ab. Für den Verein bestritt er 114 Ligaspiele und schoss dabei acht Tore. 1999 wechselte er zum Zweitligisten EC Bahia. Sommer 1999 wechselte er zum japanischen Zweitligisten Kawasaki Frontale. 1999 feierte er mit dem Verein die Zweitligameisterschaft und den Aufstieg in die erste Liga. 2000 kehrte er nach Brasilien zurück und unterschrieb einen Vertrag bei America FC (RJ). Danach spielte er bei Madureira EC, AD Cabofriense, Volta Redonda FC und Duque de Caxias FC.

## Erfolge
Fluminense
- Staatsmeisterschaft von Rio de Janeiro: 1995
- Staatspokal von Rio de Janeiro: 1998

Bahia
- Staatsmeisterschaft von Bahia: 1999

Kawasaki Frontale
- Japanischer Zweitligameister: 1999